# Campionati mondiali femminili di sollevamento pesi 1990
I Campionati mondiali femminili di sollevamento pesi 1990, 4ª edizione della manifestazione, si svolsero a Sarajevo dal 26 maggio al 3 giugno; in seguito, si tenne anche la 63ª edizione maschile dei campionati, che si svolsero in una sede diversa, a Budapest. Fu anche l'ultimo anno in cui i campionati mondiali maschili e femminili si disputarono separatamente, in sedi e periodi diversi.

## Titoli in palio
| Categoria            | Eventi         | Atlete |
| -------------------- | -------------- | ------ |
| Pesi mosca           | Fino a 44 kg   | 14     |
| Pesi gallo           | Fino a 48 kg   | 14     |
| Pesi piuma           | Fino a 52 kg   | 10     |
| Pesi leggeri         | Fino a 56 kg   | 20     |
| Pesi medi            | Fino a 60 kg   | 11     |
| Pesi massimi leggeri | Fino a 67.5 kg | 12     |
| Pesi mediomassimi    | Fino a 75 kg   | 11     |
| Pesi massimi         | Fino a 82.5 kg | 8      |
| Pesi supermassimi    | Oltre 82.5 kg  | 9      |

## Nazioni partecipanti
Le nazioni che hanno partecipato ai campionati furono 25 per un totale di 109 atlete partecipanti. Tra parentesi i partecipanti per nazione.
- Australia (2)
- Austria (2)
- Bulgaria (7)
- Canada (4)
- Cina (9)
- Colombia (2)
- Corea del Nord (8)
- Corea del Sud (5)
- Francia (2)
- Germania Est (1)
- Giappone (6)
- Grecia (9)
- Indonesia (7)
- Israele (1)
- Italia (4)
- Jugoslavia (2)
- Messico (2)
- Norvegia (1)
- Portogallo (2)
- Regno Unito (4)
- Spagna (4)
- Stati Uniti (9)
- Taipei cinese (9)
- Thailandia (3)
- Ungheria (4)

## Risultati
Vennero stabiliti otto record mondiali: tre nel totale dell'esercizio, cinque nelle specialità singole. 
| Evento   | Oro                  | Oro      | Argento            | Argento  | Bronzo                | Bronzo   |
| 44 kg    | 44 kg                | 44 kg    | 44 kg              | 44 kg    | 44 kg                 | 44 kg    |
| -------- | -------------------- | -------- | ------------------ | -------- | --------------------- | -------- |
| Strappo  | Wu Xiangmei          | 70,0 kg  | Satomi Saito       | 60,0 kg  | Bastiyah Said Muhamad | 60,0 kg  |
| Slancio  | Wu Xiangmei          | 82,5 kg  | Satomi Saito       | 80,0 kg  | Bastiyah Said Muhamad | 75,0 kg  |
| Totale   | Wu Xiangmei          | 152,5 kg | Satomi Saito       | 140,0 kg | Bastiyah Said Muhamad | 135,0 kg |
| 48 kg    |                      |          |                    |          |                       |          |
| Strappo  | Cai Jun              | 72,5 kg  | Ri Yong-hwa        | 65,0 kg  | Choi Myung-shik       | 65,0 kg  |
| Slancio  | Cai Jun              | 92,5 kg  | Choi Myung-shik    | 85,0 kg  | Ri Yong-hwa           | 82,5 kg  |
| Totale   | Cai Jun              | 165,0 kg | Choi Myung-shik    | 150,0 kg | Ri Yong-hwa           | 147,5 kg |
| 52 kg    |                      |          |                    |          |                       |          |
| Strappo  | Liao Shuping         | 75,0 kg  | Hiromi Uemura      | 75,0 kg  | Pauline Haughton      | 67,5 kg  |
| Slancio  | Liao Shuping         | 102,5 kg | Hiromi Uemura      | 92,5 kg  | Pauline Haughton      | 82,5 kg  |
| Totale   | Liao Shuping         | 177,5 kg | Hiromi Uemura      | 167,5 kg | Pauline Haughton      | 150,0 kg |
| 56 kg    |                      |          |                    |          |                       |          |
| Strappo  | Wu Haiqing           | 82,5 kg  | Ni Chia-ping       | 77,5 kg  | Žaneta Georgieva      | 77,5 kg  |
| Slancio  | Wu Haiqing           | 107,5 kg | Ni Chia-ping       | 97,5 kg  | Patmawati Abdul Hamid | 97,5 kg  |
| Totale   | Wu Haiqing           | 190,0 kg | Ni Chia-ping       | 175,0 kg | Žaneta Georgieva      | 175,0 kg |
| 60 kg    |                      |          |                    |          |                       |          |
| Strappo  | Maria Christoforidou | 87,5 kg  | Ji Qinghua         | 85,0 kg  | Won Soon-yi           | 85,0 kg  |
| Slancio  | Maria Christoforidou | 110,0 kg | Ji Qinghua         | 107,5 kg | Daniela Kerkelova     | 105,0 kg |
| Totale   | Maria Christoforidou | 197,5 kg | Ji Qinghua         | 192,5 kg | Daniela Kerkelova     | 187,5 kg |
| 67,5 kg  |                      |          |                    |          |                       |          |
| Strappo  | Wang Genying         | 95,0 kg  | Kamelija Nikolaeva | 92,5 kg  | Mária Takács          | 90,0 kg  |
| Slancio  | Wang Genying         | 117,5 kg | Kamelija Nikolaeva | 117,5 kg | Mária Takács          | 112,5 kg |
| Totale   | Wang Genying         | 212,5 kg | Kamelija Nikolaeva | 210,0 kg | Mária Takács          | 202,5 kg |
| 75 kg    |                      |          |                    |          |                       |          |
| Strappo  | Milena Trendafilova  | 102,5 kg | Li Changping       | 92,5 kg  | Chen Shu-chih         | 92,5 kg  |
| Slancio  | Milena Trendafilova  | 135,0 kg | Li Changping       | 127,5 kg | Chen Shu-chih         | 112,5 kg |
| Totale   | Milena Trendafilova  | 237,5 kg | Li Changping       | 220,0 kg | Chen Shu-chih         | 205,0 kg |
| 82,5 kg  |                      |          |                    |          |                       |          |
| Strappo  | María Isabel Urrutia | 100,0 kg | Vălkana Toševa     | 90,0 kg  | Chung Sook-kwon       | 82,5 kg  |
| Slancio  | María Isabel Urrutia | 130,0 kg | Vălkana Toševa     | 120,0 kg | Chung Sook-kwon       | 102,5 kg |
| Totale   | María Isabel Urrutia | 230,0 kg | Vălkana Toševa     | 210,0 kg | Chung Sook-kwon       | 185,0 kg |
| +82,5 kg |                      |          |                    |          |                       |          |
| Strappo  | Karyn Marshall       | 112,5 kg | Li Yajuan          | 102,5 kg | Hristina Ilieva       | 90,0 kg  |
| Slancio  | Li Yajuan            | 142,5 kg | Karyn Marshall     | 130,0 kg | Hristina Ilieva       | 107,5 kg |
| Totale   | Li Yajuan            | 245,0 kg | Karyn Marshall     | 242,5 kg | Hristina Ilieva       | 197,5 kg |

## Medagliere

### Grandi (totale)
Riferito al totale dell'esercizio: 12 nazioni sono entrate nel medagliere.
| Posiz. | Nazione        | Oro | Argento | Bronzo | Totale |
| ------ | -------------- | --- | ------- | ------ | ------ |
| 1      | Cina           | 6   | 2       | 0      | 8      |
| 2      | Bulgaria       | 1   | 2       | 3      | 6      |
| 3      | Colombia       | 1   | 0       | 0      | 1      |
| 3      | Grecia         | 1   | 0       | 0      | 1      |
| 5      | Giappone       | 0   | 2       | 0      | 2      |
| 6      | Corea del Sud  | 0   | 1       | 1      | 2      |
| 6      | Taipei cinese  | 0   | 1       | 1      | 2      |
| 8      | Stati Uniti    | 0   | 1       | 0      | 1      |
| 9      | Corea del Nord | 0   | 0       | 1      | 1      |
| 9      | Indonesia      | 0   | 0       | 1      | 1      |
| 9      | Regno Unito    | 0   | 0       | 1      | 1      |
| 9      | Ungheria       | 0   | 0       | 1      | 1      |
| Totale | Totale         | 9   | 9       | 9      | 27     |

### Grandi (totale) e Piccole (Strappo e Slancio)
Riferito al totale dell'esercizio e delle due specialità: 12 nazioni sono entrate nel medagliere.
| Posiz. | Nazione        | Oro | Argento | Bronzo | Totale |
| ------ | -------------- | --- | ------- | ------ | ------ |
| 1      | Cina           | 17  | 7       | 0      | 24     |
| 2      | Bulgaria       | 3   | 6       | 7      | 16     |
| 3      | Colombia       | 3   | 0       | 0      | 3      |
| 3      | Grecia         | 3   | 0       | 0      | 3      |
| 5      | Stati Uniti    | 1   | 2       | 0      | 3      |
| 6      | Giappone       | 0   | 6       | 0      | 6      |
| 7      | Taipei cinese  | 0   | 3       | 3      | 6      |
| 8      | Corea del Sud  | 0   | 2       | 5      | 7      |
| 9      | Corea del Nord | 0   | 1       | 2      | 3      |
| 10     | Indonesia      | 0   | 0       | 4      | 4      |
| 11     | Regno Unito    | 0   | 0       | 3      | 3      |
| 11     | Ungheria       | 0   | 0       | 3      | 3      |
| Totale | Totale         | 27  | 27      | 27     | 81     |